# Thiên hà bùng nổ sao

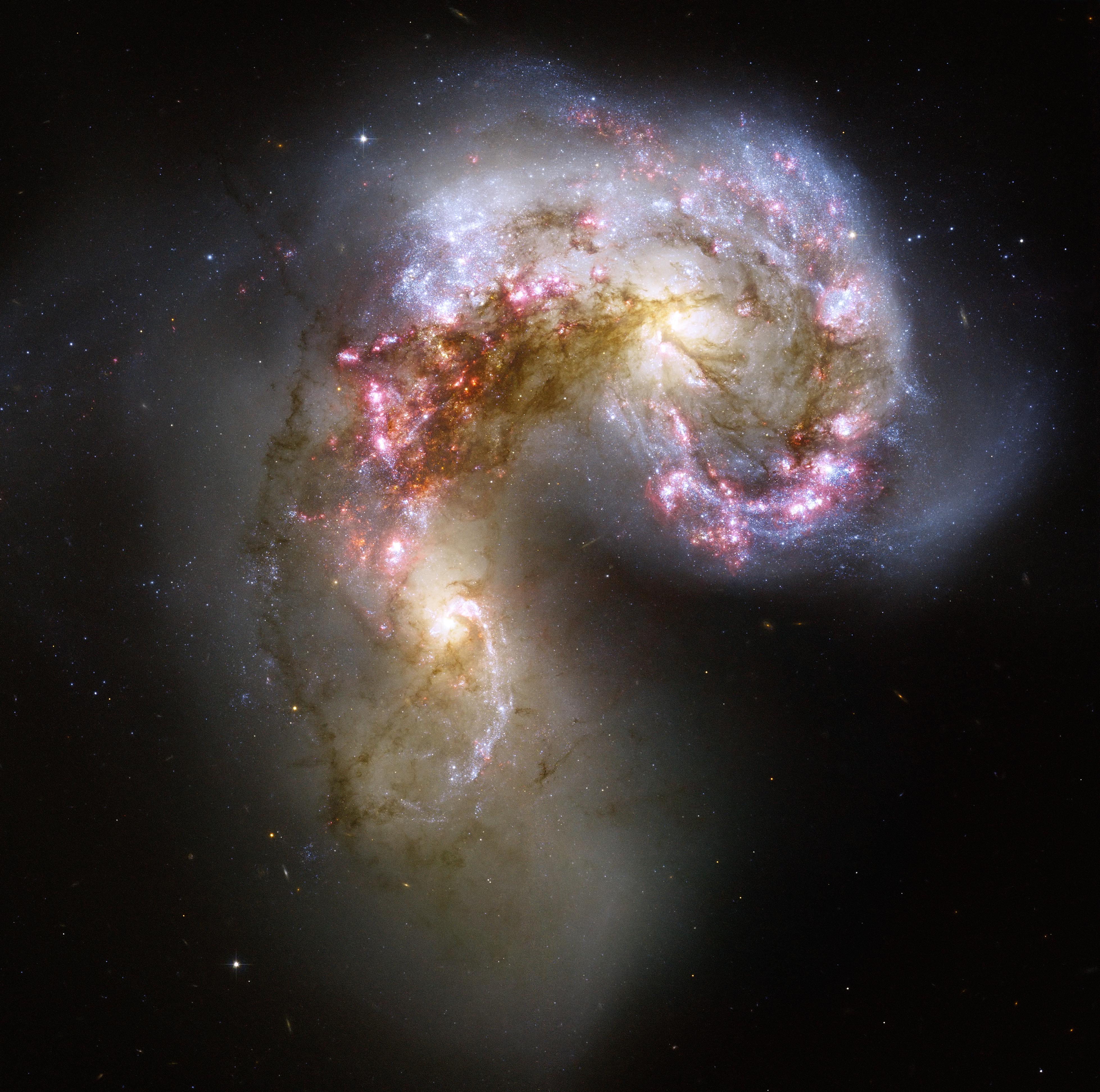
Thiên hà Râu là một ví dụ điển hình về thiên hà bùng nổ sao xảy ra từ vụ va chạm giữa hai thiên hà NGC 4038 và NGC 4039. Ảnh do NASA/ESA cung cấp.

Thiên hà bùng nổ sao là một thiên hà đang trải qua tốc độ hình thành sao rất nhanh so với tốc độ hình thành sao trung bình trong thời gian dài của chính thiên hà đó cũng như so với tốc độ hình thành sao của hầu hết các thiên hà khác. Ví dụ, Dải Ngân hà có tốc độ hình thành sao là 3 M ☉/năm, còn các thiên hà bùng nổ sao có thể trải qua tốc độ hình thành sao lớn hơn gấp 33 lần. Trong các thiên hà bùng nổ sao, tốc độ hình thành sao lớn đến mức thiên hà sẽ tiêu thụ hết lượng khí chứa bên trong nó. Từ đó, các ngôi sao sẽ trải qua quá trình hình thành ngắn hơn nhiều so với tuổi của chính thiên hà. Như vậy, giai đoạn bùng nổ sao của một thiên hà thường chiếm một khoảng thời gian ngắn trong quá trình tiến hóa của thiên hà đó. Đa phần các thiên hà bùng nổ sao là những thiên hà đang trong quá trình hợp nhất hoặc va chạm gần với một thiên hà khác. Các thiên hà tiêu biểu cho dạng này bao gồm M82, NGC 4038/NGC 4039 (Thiên hà Râu) và IC 10.

## Danh sách thiên hà bùng nổ sao
| Thiên hà           | Loại                    | Tham khảo   |
| ------------------ | ----------------------- | ----------- |
| M82                | I0                      |             |
| Thiên hà Râu       | SB(s)m pec / SA(s)m pec |             |
| IC 10              | dIrr                    |             |
| HXMM01             |                         |             |
| HFLS3              |                         |             |
| NGC 1569           | IBm                     |             |
| NGC 2146           | SB(s)ab pec             |             |
| NGC 1705           | SA0− pec                |             |
| NGC 1614           | SB(s)c pec              |             |
| NGC 6946           | SAB(rs)cd               |             |
| Thiên hà Baby Boom |                         |             |
| Centaurus A        | E(p)                    |             |
| Haro 11            |                         |             |
| Thiên hà Ngọc Phu  | SAB(s)c                 | ,           |
| Kiso 5639          |                         | [ 4 ] [ 5 ] |